# Wild Tales – Jeder dreht mal durch!
Der argentinische Spielfilm Wild Tales – Jeder dreht mal durch! (Originaltitel: spanisch Relatos salvajes) ist eine schwarze Komödie des Regisseurs und Drehbuchautors Damián Szifron, der Elemente des Dramas und der Satire enthält. Produziert wurde der Film unter anderem von den Brüdern Agustín und Pedro Almodóvar. Der mehrfach preisgekrönte Episodenfilm aus dem Jahr 2014 besteht aus sechs unabhängigen Kurzgeschichten, die sich mit den Themen Gewalt und Vergeltung beschäftigen.

## Handlung der Episoden
Die erste Episode dient als prologartiger Direkteinstieg, die noch vor dem Vorspann stattfindet.

### Pasternak
Während eines Fluges in einem nur spärlich besetzten Flugzeug beginnt der Reisende Salgado mit einer Frau zu flirten. Bald stellen sie fest, dass sie einen gemeinsamen Bekannten haben, Gabriel Pasternak. Während sie sich unterhalten, meldet sich eine Frau zu Wort, die Pasternak ebenfalls kennt. Daraufhin melden sich als Kettenreaktion immer mehr weitere Bekannte von Pasternak. Es stellt sich heraus, dass alle Passagiere an Bord Pasternak kannten und ihm in irgendeiner Weise Leid zugefügt haben. Niemand von ihnen hat die Reise selbst gebucht. Während den Passagieren erste böse Ahnungen kommen, offenbart die Stewardess, dass Pasternak, Flugbegleiter auf diesem Flug, den Piloten einen Kaffee serviert hätte und die Cockpittür nun verschlossen sei.
Im Garten eines vorstädtlichen Bungalows sitzt ein älteres Ehepaar, offensichtlich die Eltern Pasternaks. Hinter ihnen taucht das Flugzeug am Himmel auf und stürzt  exakt auf die beiden zu, einen kurzen Augenblick vor dem Crash endet die Episode jedoch.

### Las Ratas(zu dt.Die Ratten)
Ein Mann kehrt am späten Abend in einem Schnellrestaurant ein. Er ist der einzige Gast. Die junge Kellnerin offenbart ihrer Köchin, dass der Mann einst ihre Familie ruiniert und damit ihren Vater in den Selbstmord getrieben hat. Anschließend habe er sich an ihre Mutter herangemacht. Die Köchin schlägt lapidar vor, den Mann mit Rattengift zu ermorden. Obwohl die Kellnerin dagegen ist, mischt die Köchin ohne ihr Wissen Rattengift in das Essen. Als der Sohn des Mannes das Restaurant betritt und von den Pommes frites isst, gerät die Situation außer Kontrolle. Die Kellnerin geht zum Tisch und versucht erst höflich, dann immer energischer, den beiden unter einem Vorwand den Teller wegzunehmen. Es kommt zu einem Handgemenge. Die Köchin kommt der jungen Kellnerin zu Hilfe und sticht den Mann wie selbstverständlich mit einem großen Messer nieder. Als die Polizei kommt, wird die Köchin festgenommen; der Sohn, zu dessen Rettung die außer Kontrolle geratenen Aktivitäten eigentlich unternommen wurden, muss sich von dem Rattengift nur übergeben und überlebt.

### El más fuerte(zu dt.Der Stärkste)
Der Geschäftsmann Diego genießt die Fahrt in seinem neuen, schwarzen Audi auf einer breiten, leeren Straße. Als ein heruntergekommener, langsam fahrender Wagen ihn nicht überholen lässt, zeigt er dem Fahrer den Mittelfinger und beschimpft ihn. Doch etwas später muss Diego wegen einer Reifenpanne vor einer Brücke mit steiler Böschung anhalten. Als das andere Auto in Sicht kommt, vor ihm hält und ihm ein kräftiger Hüne entsteigt, verschanzt sich Diego voller Angst in seinem Auto. Während er den Mann mit Entschuldigungen zu beschwichtigen versucht, schlägt dieser seelenruhig mit dem herumliegenden Werkzeug auf sein Auto ein, demoliert die Windschutzscheibe und defäkiert und uriniert auf die Kühlerhaube, was Diego in seiner Angst geschehen lassen muss. Als der Mann wieder in seinen Wagen steigt und der Konflikt ausgestanden scheint, gibt Diego – obwohl das Reserverad noch nicht fertig montiert ist – nach kurzem Überlegen Gas und schiebt das Auto des Rivalen die Böschung hinunter, sodass dieses auf das Dach gedreht im Fluss landet. Der Mann klettert jedoch, nachdem er sich aus dem im seichten Wasser gelandeten Auto befreit hat, zurück auf die Straße; Diego hat inzwischen notdürftig eine Radmutter fixiert und fährt davon – der Kampf scheint zu Ende: da kehrt er jedoch voller Wut wieder um und versucht nun, den Gegner mit hohem Tempo zu überfahren. Nach einer sportlichen Kehrtwende zu einem zweiten aggressiven Anlauf löst sich das nur halb montierte Rad von Diegos Auto, das ebenfalls die Flussböschung hinunter auf das demolierte Auto des Gegners rutscht. Während Diego verzweifelt durch die klemmende Tür versucht auszusteigen, dringt der Feind durch die Heckklappe ins senkrecht stehende Auto, und es entspinnt sich ein tödlicher Kampf mit Feuerlöscher gegen Brecheisen als Waffen. Der Mann schlägt Diego halb bewusstlos, so dass er vom eigenen Sicherheitsgurt erhängt zu werden droht, und entzündet den Tank mit einer Lunte. Diego kann sich aber befreien und den Gegner wieder in den Wagen ziehen, während die Lunte weiter brennt. Als der Abschleppwagen eintrifft, steigt unterhalb der Brücke ein imposanter Feuerball hoch.
In der Schlusseinstellung, in der das Rettungsszenario mit Feuerwehr und Polizei gezeigt wird, wird ein Kommissar lapidar gefragt, wie denn seine Theorie zum Unfallhergang sei, während die Kamera auf die beiden friedlich nebeneinander auf dem Beifahrersitz liegenden, zur Unkenntlichkeit verbrannten Skelette schwenkt.

### Bombita(zu dt.Bömbchen)
Simon Fisher, von Beruf Sprengmeister und ein ehrlicher Mensch mit ausgeprägtem Gerechtigkeitssinn, will für die Geburtstagsfeier seiner Tochter eine Torte kaufen und übersieht beim Parken eine verblasste Parkverbots-Markierung. Sein Kleinwagen wird abgeschleppt und er muss in der Verwahrstelle die Abschleppgebühren zahlen. Dadurch verpasst er die Feier, wofür seine Frau kein Verständnis hat. Am nächsten Tag geht er zur Verkehrsbehörde und führt eine lange Diskussion mit dem Schalterbeamten. Er fordert Schadenersatz und eine Entschuldigung der Behörde und redet sich schließlich so in Rage, dass er mit einem Feuerlöscher auf die Scheibe des Schalters einschlägt. Die Bilder der Überwachungskamera sind am nächsten Tag auf der Titelseite der Zeitung. Als Folge davon trennt sich nicht nur seine Frau von ihm, er verliert auch seinen Arbeitsplatz, da seine Baufirma von öffentlichen Aufträgen abhängig ist. Als er zu einem Bewerbungstermin aus Versehen wieder im Halteverbot parkt und abgeschleppt wird, platzt ihm der Kragen. In seiner Wut stattet Simon sein Auto mit einer präzise bemessenen Sprengladung aus, stellt es im Parkverbot ab und bringt es auf dem Autohof zur Explosion. Es kommt niemand zu Schaden, allerdings entsteht für die Abschleppfirma ein erheblicher Sachschaden. Simon kommt in Untersuchungshaft. Sein Fall macht schnell Schlagzeilen und die Abschleppfirma gerät wegen ihrer Wuchergebühren in Verruf.

### La Propuesta(zu dt.Der Vorschlag)
Santiago, der verwöhnte Sohn des Multimillionärs Mauricio, hat mit dem Luxuswagen seines Vaters eine schwangere Frau überfahren und danach Fahrerflucht begangen. Mauricio und seine Frau wollen um jeden Preis verhindern, dass Santiago ins Gefängnis kommt, und überreden ihren mittellosen Gärtner Jose, die Tat zu gestehen. Dafür soll Jose eine halbe Million US-Dollar bekommen. Der mittlerweile eingetroffene ermittelnde Staatsanwalt durchschaut jedoch die Lügengeschichte. Mauricios Anwalt redet unter vier Augen mit ihm und kann aushandeln, dass er für eine Million Dollar mitspielt. Eine weitere halbe Million Dollar will der Anwalt für seine Dienste. Derweil will sich Santiago nun doch stellen, wird aber von seiner Mutter und dem Anwalt davon abgehalten. Als der Beamte weitere 30.000 Pesos für sofortige Auslagen fordert und sich herausstellt, dass der Anwalt einen Teil des Bestechungsgeldes für den Beamten für sich selbst abzweigen wollte, will Mauricio alles abblasen. Schließlich einigen sie sich darauf, dass Mauricio insgesamt nur eine Million Dollar zahlt, die die anderen unter sich aufteilen müssen. Der Beamte und der Anwalt führen Jose nach draußen. Dort werden sie von zahlreichen Journalisten empfangen. Auch der Ehemann der überfahrenen Frau ist da, er stürzt sich sofort auf Jose und erschlägt ihn mit einem Hammer.

### Hasta que la muerte nos separe(zu dt.Bis dass der Tod uns scheidet)
Während ihrer Hochzeitsfeier kommt die junge, leidenschaftliche Romina dahinter, dass ihr frisch angetrauter Mann Ariel sie vor einigen Monaten mit einer hübschen Kollegin betrogen hat, die er auch noch zu ihrer Feier eingeladen hat. Romina will sich daraufhin vom Dach des Hotels stürzen. Dort trifft sie zufällig auf einen rauchenden Koch des Hotels, der sie mit seiner Gelassenheit und Lebenserfahrung wieder zur Vernunft bringt. Rominas Verzweiflung schlägt nun in Rachegelüste um, und sie verführt den Mann. Als Ariel und einer seiner Freunde Romina und den Koch auf dem Dach in flagranti erwischen, droht sie Ariel, ihm den Rest seines Lebens zur Hölle zu machen. Romina begibt sich wieder auf die Hochzeitsfeier, scheinbar versöhnlich gestimmt. Sie tanzt mit der Kollegin, mit der ihr Mann sie betrogen hatte, wirbelt mit ihr im Kreis herum und schleudert sie gegen einen großen Spiegel, der ihr zahlreiche Schnittwunden zufügt. Romina macht ihrem Mann und der ganzen Gesellschaft eine große Eifersuchtsszene, bis sich alle gegenseitig anschreien. Plötzlich geht Ariel auf Romina zu und reicht ihr die Hand. Sie beginnen sich leidenschaftlich zu küssen und haben auf dem Tisch so wilden Sex, dass die Stücke der Hochzeitstorte zu Boden rieseln.

## Rezeption
Mehr als zwei Millionen Zuschauer sahen Wild Tales in den ersten 24 Tagen nach seiner Premiere. In Argentinien war er der meistgesehene Film des Jahres. Bei den Filmfestspielen in Cannes 2014 erhielt der Film nach seiner Vorführung viel Beifall und minutenlange stehende Ovationen. Auch beim Toronto Film Festival 2014 und beim San Sebastián International Film Festival 2014 kam der Film gut an, bei Letzterem gewann er den Audience Award for Best European Film.
Wild Tales wurde als argentinischer Beitrag für den Preis Bester ausländischer Film bei der 87. Oscar-Verleihung (2015) ausgewählt.
Bei Rotten Tomatoes hält Wild Tales ein Kritiker-Rating von 94 %, bei Metacritic durchschnittlich 77.
Gerhard Midding von epd Film vergab 4 von 5 Sternen und urteilte, dass Damián Szifrón genug Indizien sammele, „damit der Zuschauer zum Urteil“ gelange, dass „diese Gesellschaft […] mächtig aus den Fugen geraten“ sei. In sechs „raffiniert konstruierten Miniaturen“, deren „Triebfeder“ der Zorn sei, schlage Wild Tales Widerhaken in die gesellschaftlichen Verhältnisse, die ihn „als würdigen Erben“ des vor einem halben Jahrhundert erfolgreichen, subversiven argentinischen Films ausweise.
Mit einem Budget von 3,3 Millionen Dollar gedreht, spielte der Film bis September 2014 20,6 Millionen Dollar ein.
In Großbritannien löste der für den 27. März 2015 geplante Kinostart aufgrund des Absturzes von Germanwings-Flug 9525 drei Tage zuvor Kontroversen aus, weil sich in der ersten Episode des Films ein Mann mit psychischen Problemen im Cockpit eines Flugzeuges verschanzt hält und die Maschine schließlich absichtlich zum Absturz bringt. Der Kinostart wurde jedoch nicht verschoben.

## Nominierungen und Auszeichnungen
| Preis                                                          | Datum der Verleihung | Kategorie                                   | Gewinner und Nominierte        | Ergebnis  |
| -------------------------------------------------------------- | -------------------- | ------------------------------------------- | ------------------------------ | --------- |
| Internationale Filmfestspiele von Cannes                       | 25. Mai 2014         | Goldene Palme                               | Wild Tales                     | Nominiert |
| Festival de Cine de Lima                                       | 8. August 2014       | Publikumspreis                              | Wild Tales                     | Gewonnen  |
| Sarajevo Film Festival                                         | 22. August 2014      | Publikumspreis                              | Wild Tales                     | Gewonnen  |
| Toronto International Film Festival                            | 14. September 2014   | Special Presentations                       | Wild Tales                     | Nominiert |
| San Sebastián Film Festival                                    | 27. September 2014   | Publikumspreis als bester europäischer Film | Wild Tales                     | Gewonnen  |
| Sitges Festival Internacional de Cinema Fantàstic de Catalunya | 3. Oktober 2014      | Oficial Fantàstic Especials                 | Wild Tales                     | Nominiert |
| Biarritz Film Festival                                         | 4. Oktober 2014      | Publikumspreis                              | Wild Tales                     | Gewonnen  |
| Biarritz Film Festival                                         | 4. Oktober 2014      | Beste Schauspielerin                        | Erica Rivas                    | Gewonnen  |
| London Film Festival                                           | 8. Oktober 2014      | Strand Galas                                | Wild Tales                     | Gewonnen  |
| São Paulo International Film Festival                          | 16. Oktober 2014     | Publikumspreis                              | Wild Tales                     | Gewonnen  |
| Sur Awards (Argentinische Filmakademie)                        | 2. Dezember 2014     | Bester Film                                 | Relatos salvajes               | Gewonnen  |
| Sur Awards (Argentinische Filmakademie)                        | 2. Dezember 2014     | Bester Regisseur                            | Damián Szifron                 | Gewonnen  |
| Sur Awards (Argentinische Filmakademie)                        | 2. Dezember 2014     | Bester Schauspieler                         | Ricardo Darín                  | Nominiert |
| Sur Awards (Argentinische Filmakademie)                        | 2. Dezember 2014     | Bester Schauspieler                         | Oscar Martínez                 | Gewonnen  |
| Sur Awards (Argentinische Filmakademie)                        | 2. Dezember 2014     | Bester Schauspieler                         | Leonardo Sbaraglia             | Nominiert |
| Sur Awards (Argentinische Filmakademie)                        | 2. Dezember 2014     | Beste Schauspielerin                        | Erica Rivas                    | Gewonnen  |
| Sur Awards (Argentinische Filmakademie)                        | 2. Dezember 2014     | Beste Schauspielerin                        | Rita Cortese                   | Nominiert |
| Sur Awards (Argentinische Filmakademie)                        | 2. Dezember 2014     | Beste Nebenrolle (M)                        | Germán De Silva                | Gewonnen  |
| Sur Awards (Argentinische Filmakademie)                        | 2. Dezember 2014     | Beste Nebenrolle (M)                        | Diego Gentile                  | Nominiert |
| Sur Awards (Argentinische Filmakademie)                        | 2. Dezember 2014     | Beste Nebenrolle (M)                        | Osmar Núñez                    | Nominiert |
| Sur Awards (Argentinische Filmakademie)                        | 2. Dezember 2014     | Beste Nebenrolle (W)                        | María Onetto                   | Nominiert |
| Sur Awards (Argentinische Filmakademie)                        | 2. Dezember 2014     | Bester Debütant                             | Diego Velázquez                | Nominiert |
| Sur Awards (Argentinische Filmakademie)                        | 2. Dezember 2014     | Bester Debütant                             | Walter Donado                  | Nominiert |
| Sur Awards (Argentinische Filmakademie)                        | 2. Dezember 2014     | Bestes Originaldrehbuch                     | Damián Szifron                 | Gewonnen  |
| Sur Awards (Argentinische Filmakademie)                        | 2. Dezember 2014     | Beste Kamera                                | Javier Juliá                   | Gewonnen  |
| Sur Awards (Argentinische Filmakademie)                        | 2. Dezember 2014     | Bester Schnitt                              | Damián Szifron, Pablo Barbieri | Gewonnen  |
| Sur Awards (Argentinische Filmakademie)                        | 2. Dezember 2014     | Beste Art Direction                         | Clara Notari                   | Nominiert |
| Sur Awards (Argentinische Filmakademie)                        | 2. Dezember 2014     | Bestes Kostümdesign                         | Ruth Fischerman                | Nominiert |
| Sur Awards (Argentinische Filmakademie)                        | 2. Dezember 2014     | Beste Originalmusik                         | Gustavo Santaolalla            | Gewonnen  |
| Sur Awards (Argentinische Filmakademie)                        | 2. Dezember 2014     | Bester Ton                                  | José Luis Díaz                 | Gewonnen  |
| Sur Awards (Argentinische Filmakademie)                        | 2. Dezember 2014     | Bestes Make-Up                              | Marisa Amenta                  | Nominiert |
| Internationales Festival des Neuen Lateinamerikanischen Films  | 4. Dezember 2014     | Premio Coral                                | Wild Tales                     | Nominiert |
| Internationales Festival des Neuen Lateinamerikanischen Films  | 4. Dezember 2014     | Bester Regisseur                            | Wild Tales                     | Gewonnen  |
| Internationales Festival des Neuen Lateinamerikanischen Films  | 4. Dezember 2014     | Bester Schnitt                              | Wild Tales                     | Gewonnen  |
| WAFCA Awards                                                   | 8. Dezember 2014     | Bester ausländischer Film                   | Wild Tales                     | Nominiert |
| Critics’ Choice Movie Award                                    | 15. Januar 2015      | Bester ausländischer Film                   | Wild Tales                     | Nominiert |
| Satellite Award                                                | 15. Februar 2015     | Bester ausländischer Film                   | Wild Tales                     | Nominiert |
| Oscar Academy Awards                                           | 22. Februar 2015     | Bester ausländischer Film                   | Wild Tales                     | Nominiert |
| Miami International Film Festival                              | 6. März 2015         | Publikumspreis                              | Wild Tales                     | Nominiert |